# María Esperanza Barrios
María Esperanza Barrios (San Carlos, 18 de diciembre de 1892 - 2 de octubre de 1931) fue una escritora y periodista uruguaya.

## Biografía
Nacida en San Carlos, ofició de corresponsal de su hermano Pilar Barrios desde esa ciudad, para la publicación La Verdad (1911-1914). Participó junto a Pilar y su otro hermano, el periodista Ventura Barrios, de la fundación de la primera época de la revista Nuestra Raza. Esta revista se publicó en San Carlos entre marzo y diciembre de 1917 y llegó a contar con 250 suscriptores. Una segunda época de esa revista fue publicada en Montevideo, ya sin Esperanza Barrios, entre 1933 y 1948.
Como escritora y poeta, Carlos Rodríguez Pintos dijo sobre ellaː "Era María Esperanza de un temperamento artístico poco común; desde muy joven fue una entusiasta cultora de la declamación, donde conquistó grandes aplausos, sin que estos llegaran a envanecerla, porque ella amaba el arte por el arte mismo". Según Caroll Mills Young, el rol de Barrios como "(...) corresponsal de La Verdad (1911-14) y contribuyente de Nuestra Raza (1917-1933) comenzó a definir el movimiento feminista negro en su lucha por la equidad racial, de género y social".
La revista Nuestra Raza rememoró todos los años la fecha de su fallecimiento.